# Liste der Stolpersteine auf den Kanalinseln

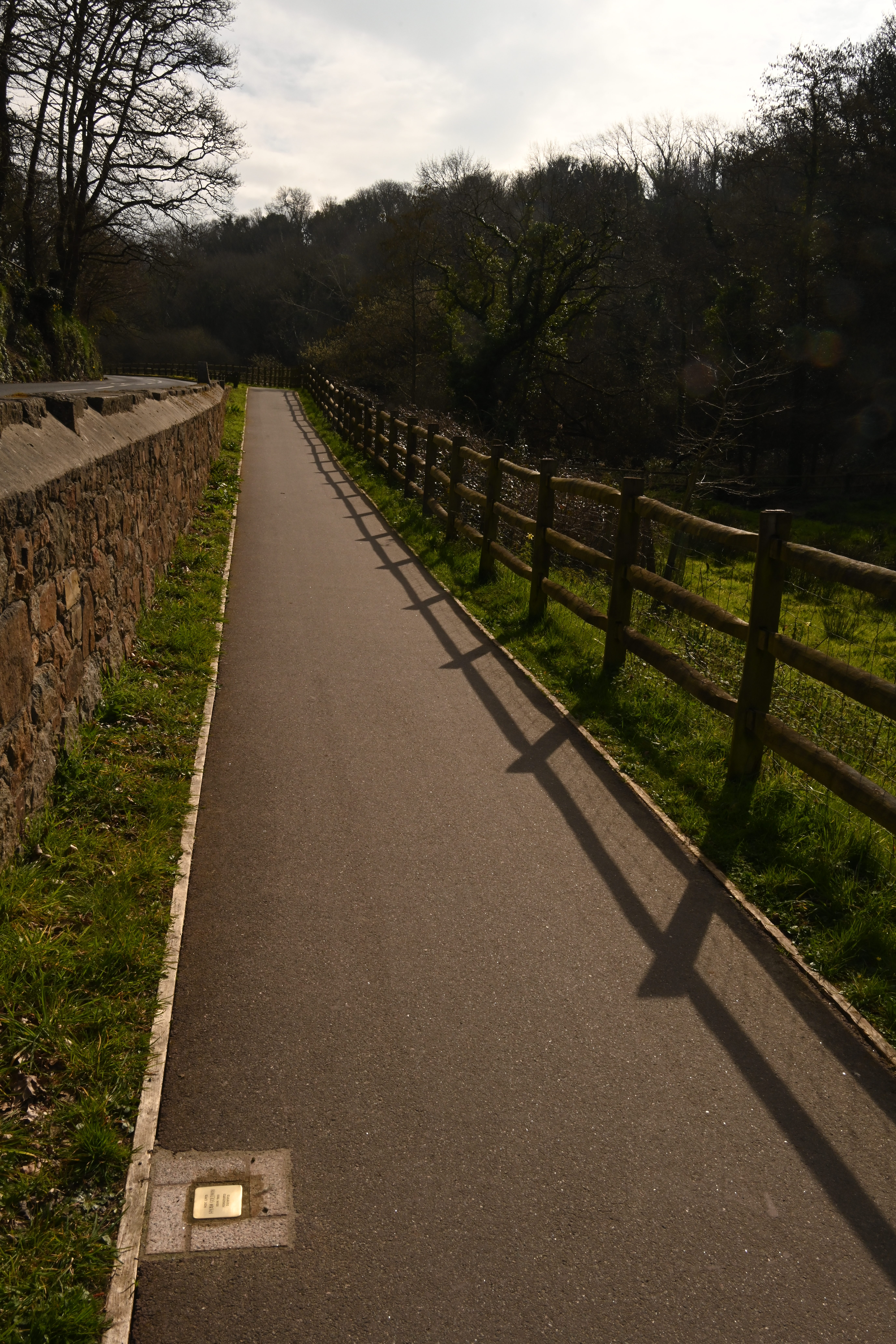
Stolperstein in Jersey

Die Liste der Stolpersteine auf den Kanalinseln listet alle Stolpersteine, die auf den Kanalinseln verlegt worden sind. Die Stolpersteine liegen in der Regel vor dem letzten selbstgewählten Wohnort des Opfers und erinnern an das Schicksal der Menschen, die von den Nationalsozialisten ermordet, deportiert, vertrieben oder in den Suizid getrieben wurden. Die Stolpersteine wurden vom Künstler Gunter Demnig konzipiert und werden im Regelfall von ihm selbst verlegt.
Die ersten Verlegungen auf dieser Inselgruppe erfolgten am 25. Juli 2024.

## Verlegte Stolpersteine

### Guernsey
In Guernsey wurden bisher fünfzehn Stolpersteine an vierzehn Stellen verlegt.
| Stolperstein | Übersetzung | Verlegeort                                     | Name, Leben |
| ------------ | --- | ---------------------------------------------- | --- |
|              | HIER LEBTE SIDNEY ASHCROFT GEBOREN 1921 VERHAFTET 1.5.1942 WEGEN WIDERSTANDS INTERNIERT GUERNSEY DEPORTIERT 1.6.1944 DEUTSCHLAND 12 ARBEITSLAGER UND GEFÄNGNISSE GESTORBEN 15.5.1945 GEFÄNGNIS STRAUBING                  | 2, Pont Vaillant, St Peter Port Guernsey       | Sidney Ashcroft wurde am 2. Juni 1921 geboren. Seine Eltern waren James Ashcroft und dessen Frau Charlotte, die 1915 in Tunbridge Wells, Kent, geheiratet hatten. Er hatte zwei Schwestern, Margery und Hilda, die beide im Kleinkindalter starben. Sein Vater kämpfte im Ersten Weltkrieg, er kam danach öfter mit dem Gesetz in Konflikt und verlor mehrmals seine Arbeit. Die Familie lebte in Armut. Ashcrofts Vater verließ die Familie und seine Mutter fand in den frühen 1930er Jahren einen Job als Haushälterin in Guernsey. Den einzigen Sohn nahm sie mit. Während der NS-Besatzung der Kanalinseln arbeiteten Mutter und Sohn in Glashäusern. Eines Tages stahl Sidney Ashcroft, er war damals 20, Lebensmittel aus einer Küche für die Deutschen. Er wurde von einem Soldaten beobachtet und zur Rede gestellt, die Mutter wollte sich vermutlich dazwischenstellen, sie wurde weggestoßen, es kam zu einem Handgemenge mit Schlägen. Sidney Ashcroft wurde am 1. Mai 1942 verhaftet und zwei Wochen später zu zwei Jahren und neun Monaten Zwangsarbeit verurteilt. Er wurde am 1. Juni 1942 deportiert und musste in zwölf Lagern und Gefängnissen in Deutschland und im besetzten Frankreich Zwangsarbeit verrichten – in Caen, Fresnes, Fort de Villeneuve, Bernau, Diez, Limburg, im Klapperfeld Polizeigefängnis von Frankfurt am Main, in Bamberg und zuletzt im Gefängnis Straubing. Sidney Shcroft starb dort nach der Befreiung an den Folgen von Tuberkulose, an der er aufgrund der unmenschlichen Haftbedingungen erkrankt war. Als Todesdatum wird der 15. Mai 1945 angegeben. Bestattet wurde er im Friedhof St. Michael in Straubing. Eine BBC-Dokumentation von 2015 berichtete über sein Schicksal, im Zuge der Dokumentation wurde auf dem Friedhof von Straubing ein Gedenkstein für ihn verlegt. |
|              | HIER LEBTE KINGSTON BAILEY GEBOREN 1916 VERHAFTET 3.3.1942 WEGEN WIDERSTANDS INTERNIERT IN GUERNSEY DEPORTIERT 1942 DEUTSCHLAND 8 GEFÄNGNISSE UND ARBEITSLAGER DEPORTIERT NACH DACHAU BEFREIT LAUFEN                      | The Old Barn, Les Croutes St Peter Port        | Kingston Bailey wurde am 1. Januar 1916 in Norfolk geboren. Als Guernsey von deutschen Truppen besetzt wurde, war er dort Polizist. Frau und Tochter hatten rechtzeitig evakuiert werden können. Bailey und einige seiner Kollegen hörten regelmäßig die BBC-Sendungen von Douglas Ritchie alias Colonel Britton. Diese Sendungen gaben Zivilisten Anweisungen zur Sabotage und zum zivilen Widerstand, sie waren nicht für die Kanalinseln gedacht, sondern die von Deutschen besetzten Gebiete in Festlandeuropa. Bailey und seine Kollegen, die in den Krieg gegen die Deutschen hätten ziehen wollen, saßen auf den Inseln fest und beschlossen, die Anweisungen von Colonel Britton umzusetzen. Sie zerschnitten Telefonkabel, schütteten Sand in den Tank der deutschen Automobile und malten V-Zeichen überall hin. Im zweiten Besatzungswinter litt die Bevölkerung an Hunger, während die deutschen Besatzer Nahrungsmittel horteten. Bailey und sein Freund Frank Tuck brachen in die Lager ein und verteilten Konserven an Menschen in Not. Sie überzeugten ihre Kollegen sich an den Aktionen zu beteiligen. Auch Kaufleute beteiligten sich am Widerstand. Am 3. März 1942 wurden Bailey und Tuck auf frischer Tat ertappt, verhaftet und auf Guernsey interniert. Ihre Häuser wurden durchsucht, sie wurden verhört und geschlagen, bekamen von Tag zu Tag weniger zu essen. Am 1. Juni 1943 standen sie vor Gericht, Kingston Bailey wurde zu 32 Monaten Zwangsarbeit verurteilt, zusätzlich zu drei Monaten vom Royal Court. In der Folge wurden die Polizisten nach Caen verschleppt. Es folgte eine Odyssee von Lager zu Lager – Fort de Villeneuve-Saint-Georges, Bernau, Schwabmünchen, München, Landsberg und schließlich das KZ Dachau. Kingston Bailey überlebte die Kälte, den Hunger, die katastrophalen hygienischen Zustände, die Gewalt und die Ungerechtigkeiten. In den letzten Tagen wurde er in ein Lager in Laufen an der Salzach überstellt. Dort wurde er am 4. Mai 1945 befreit. |
|              | HIER LEBTE ELISABET DUQUEMIN GEB. FINK 1909 ÖSTERREICH DEPORTIERT 12.2.1943 FRANKREICH INTERNIERT ROYALLIEU-COMPIÈGNE BEFREIT BIBERACH                                                                                    | Cobo Village Centre, Route de Carteret Castel  | Elisabet Duquemin geb. Fink wurde 1909 geboren. Sie war jüdischer Herkunft, hatte auf Guernsey Zuflucht gesucht und Harry Duquemin geheiratet. Sie, ihr Ehemann und die 18 Monate alte Tochter Janet wurden im Februar 1943 verhaftet und verschleppt – zuerst nach Compiègne, dann nach Biberach. Elisabet Duquemin sprach niemals über diese Zeit. „Es hat sie offensichtlich enorm betroffen gemacht“, sagt ihre Tochter. Die Familie überlebte den Holocaust und kehrte später nach Guernsey zurück |
|              | HIER LEBTE FRANK FALLA GEBOREN 1911 VERHAFTET 3.4.1944 WEGEN WIDERSTANDS INTERNIERT GUERNSEY DEPORTIERT 4.6.1944 DEUTSCHLAND INTERNIERT FRANKFURT BEFREIT GEFÄNGNIS NAUMBURG                                              | Dolce Huis, Brock Road St Peter Port           | Frank Falla (1911–) |
|              | HIER LEBTE JOSEPH GILLINGHAM GEBOREN 1901 VERHAFTET MÄRZ 1944 WEGEN WIDERSTANDS INTERNIERT GUERNSEY DEPORTIERT 4.6.1944 DEUTSCHLAND INTERNIERT FRANKFURT GESTORBEN 11.3.1945 POLIZEIGEFÄNGNIS HALLE                       | 42, Bordage St Peter Port                      | Joseph Gillingham |
|              | HIER LEBTE MARIANNE GRUNFELD GEBOREN 1912 POLEN EMIGRATION NACH ENGLAND ANKUNFT IN GUERNSEY 1940 DEPORTIERT 1942 FRANKREICH VERHAFTET 15.7.1942 INTERNIERT IN ANGERS DEPORTIERT NACH AUSCHWITZ ERMORDET 23.7.1942         | Duveaux Farm, Duveaux Road St Sampson          | Marianne Grunfeld |
|              | HIER LEBTE JOHN INGROUILLE GEBOREN 1920 VERHAFTET 31.12.1940 INTERNIERT IN GUERNSEY DEPORTIERT 7.3.1941 FRANKREICH INTERNIERT CAEN RHEINBACH BRANDENBURG-GÖRDEN GESTORBEN 13.6.1945 BRÜSSEL                               | Springtides, La Miellette Lane Vale            | John Ingrouille |
|              | HIER LEBTE CHARLES MACHON GEBOREN 1893 VERHAFTET 11.2.1944 WEGEN WIDERSTANDS DEPORTIERT 17.5.1944 DEUTSCHLAND INTERNIERT RHEINBACH GESTORBEN 28.10.1944 HAMELIN                                                           | 74, Victoria Road St Peter Port                | Charles Machon |
|              | HIER LEBTE PERCY MILLER GEBOREN 1883 VERHAFTET 12.7.1943 WEGEN WIDERSTANDS INTERNIERT GUERNSEY DEPORTIERT 1.9.1943 DEUTSCHLAND 6 GEFÄNGNISSE GESTORBEN 16.7.1944 FRANKFURT-PREUNGESHEIM                                   | La Turquie, Grande Rue Vale                    | Percy Miller |
|              | HIER LEBTE MARIE OZANNE GEBOREN 1905 VERHAFTET 5.9.1942 WEGEN WIDERSTANDS INTERNIERT GUERNSEY ENTLASSEN 16.10.1942 GESTORBEN 25.2.1943                                                                                    | Imladris, Dehus Lane Vale                      | Marie Ozanne |
|              | HIER LEBTE HERBERT SMITH GEBOREN 1904 VERHAFTET WEGEN WIDERSTANDS INTERNIERT IN GUERNSEY DEPORTIERT JUNI 1942 DEUTSCHLAND 8 GEFÄNGNISSE UND ARBEITSLAGER GESTORBEN 5.4.1943 GEFÄNGNIS AUGSBURG                            | 13, Rue Flère Vale                             | Herbert Smith |
|              | HIER LEBTE AUGUSTE SPITZ GEBOREN 1901 IN ÖSTERREICH DEPORTIERT 21.4.1942 FRANKREICH VERHAFTET 15.7.1942 INTERNIERT ANGERS DEPORTIERT DEUTSCHLAND AUSCHWITZ ERMORDET 23.7.1942                                             | Castel Hospital, La Neuve Rue Castel           | Auguste Spitz |
|              | HIER LEBTE THERESE STEINER GEBOREN 1916 ÖSTERREICH EMIGRATION NACH ENGLAND ANKUNFT IN GUERNSEY 1939 DEPORTIERT 21.4.1942 FRANKREICH VERHAFTET 15.7.1942 INTERNIERT IN ANGERS DEPORTIERT NACH AUSCHWITZ ERMORDET 23.7.1942 | Castel Hospital, La Neuve Rue Castel           | Therese Steiner |
|              | AUF 11 CLARKES HOUSES LEBTE LOUIS SYMES GEBOREN 1885 VERHAFTET 25.10.1940 WEGEN WIDERSTANDS INTERNIERT GUERNSEY DEPORTIERT 8.12.1940 FRANKREICH INTERNIERT CHERCHE-MIDI GESTORBEN 22.12.1940                              | 11, Clarkes Houses, Grande Bouet St Peter Port | Louis Symes |
|              | HIER LEBTE FRANK TUCK GEBOREN 1914 VERHAFTET 3.3.1942 WEGEN WIDERSTANDS INTERNIERT GUERNSEY DEPORTIERT 15.6.1942 ZWANGSARBEIT 8 GEFÄNGNISSE UND LAGER BEFREIT GEFÄNGNIS LANDSBERG                                         | Les Huriaux, Rue Des Huriaux St Martin         | Frank Tuck |

### Jersey
in Jersey wurden bisher 20 Stolpersteine an neunzehn Stellen verlegt.
| Stolperstein | Übersetzung | Verlegeort                                       | Name, Leben |
| ------------ | --- | ------------------------------------------------ | --- |
|              | HIER LEBTE HEDWIG BERCU GEBOREN 1919 ANKUNFT 1938 AUS ÖSTERREICH ÜBERLEBTE IN EINEM VERSTECK | 28, New Street · St Helier ·                     | Hedwig Bercu, auch Hedy Bercu, wurde als Hedwig Goldberg am 23. Juni 1919 geboren. Als Land, in dem sie geboren wurde, werden Österreich und Rumänien genannt. 1938 flüchteten sie und ihre vier Geschwister aus Wien, die Eltern blieben zurück. Die junge Frau kam bis nach St. Helier, in die Hauptstadt Jerseys. Sie fand Arbeit als Hausangestellte. Als die Invasion deutscher Truppen bevorstand, flüchteten die meisten Juden nach England. Ihr jedoch blieb dieser Weg – als „enemy alien“ – versperrt und befand sich 1940, als die Nazis die Kanalinseln besetzten, in einer Falle: Die Fährverbindungen nach England waren gekappt, der Norden Frankreichs war ebenfalls von Truppen des NS-Regimes besetzt. Die auf der Insel verbliebenen Juden mussten sich registrieren lassen. Hedwig Bercu versuchte die Registrierung mit einer erfundenen Geschichte zu umgehen, doch glückte es nicht. Trotzdem gelang es ihr, von der Besatzern als Übersetzerin beschäftigt zu werden. 1942 verliebte sie sich in einen Offizier der Deutschen Wehrmacht, Kurt Rümmele. An ihrem Arbeitsplatz war sie mit der Verteilung von Benzingutscheinen betraut. Sie soll zahlreiche Gutscheine veruntreut und an Ärzte der Insel, die sie dringend benötigten, weitergegeben haben. Dies wurde im November 1943 entdeckt. Hedy Bercu inszenierte ihren Suizid und verschwand spurlos. Sie wurde 18 Monate lang von einer englischen Dame versteckt und vom deutschen Offizier mit Lebensmitteln versorgt. Nach der Befreiung Jerseys heiratete sie den Offizier und zog mit ihm nach Deutschland. Das Paar bekam drei Kinder, doch Rümmele starb bereits 1956. Ihre Retterin, Dorothea Weber, wurde 2018 posthum als Gerechte unter den Völkern ausgezeichnet. |
|              | HIER LEBTE NATHAN DAVIDSON GEBOREN 1881 ANKUNFT 1935 AUS RUMÄNIEN TODT' VERFOLGT GESTORBEN 29.2.1944 ST SAVIOUR'S SPITAL                                                                        | 35, Stopford Road · St Helier ·                  | Nathan Davidson, erster Stolperstein Jerseys |
|              | HIER LEBTE EMILE 'HARRY' DU BOIS GEBOREN 1899 VERHAFTET 1.3.1944 DEPORTIERT FRANKREICH INTERNIERT CHERCHE-MIDI DEPORTIERT BUCHENWALD BEFREIT                                                    | 4, Samares Avenue · St Clement ·                 | Emile Du Bois(1899–) |
|              | AUF 13 ROYAL CRESCENT LEBTE VICTOR EMANUEL GEBOREN 1870 ANKUNFT 1938 AUS DEUTSCHLAND VERFOLGT SELBSTMORD 9.4.1944                                                                               | 13, Royal Crescent, Don Road · St Helier ·       | Victor Emanuel |
|              | HIER LEBTE CHARLES 'ANTHONY' FARAMUS GEBOREN 1920 VERHAFTET 15.12.1941 DEPORTIERT 28.1.1942 FORT DE ROMAINVILLE INTERNIERT ROYALLIEU-COMPIEGNE DEPORTIERT NACH BUCHENWALD BEFREIT IN MAUTHAUSEN | Windsor House, Val Plaisant · St Helier ·        | Charles Faramus |
|              | HIER LEBTE JOHN MAX FINKELSTEIN GEBOREN 1882 DEPORTIERT 13.2.1943 DEUTSCHLAND INTERNIERT LAUFEN DEPORTIERT BUCHENWALD BEFREIT THERESIENSTADT                                                    | Mon Desir, Bagot, Georgetown St Saviour          | John Max Finkelstein |
|              | HIER LEBTE WALTER 'SONNY' GALLICHAN GEBOREN 1924 ZWANGSARBEIT 1943 'ORGANISATION TODT' ALDERNEY INTERNIERT LAGER NORDERNEY ENTLASSEN 1944                                                       | 17, Manor Park Estate, Almorah St Helier         | Walter Gallichan |
|              | HIER LEBTE MICHAEL GINNS GEBOREN 1927 DEPORTIERT 18.9.1942 DEUTSCHLAND INTERNIERT BIBERACH BEFREIT WURZACH                                                                                      | Les Mars, La Rue Maraval Grouville               | Michael Ginns |
|              | HIER LEBTE HYAM GOLDMAN GEBOREN 1869 VERFOLGT ÜBERLEBT | La Petite Ruche D’Or, St Peter’s Valley St Peter | Hyam Goldman |
|              | HIER LEBTE PETER DENIS HASSALL GEBOREN 1926 FLUCHTVERSUCH VERHAFTET 1942 DEPORTIERT FRANKREICH INTERNIERT FRESNES, HINZERT BEFREIT HIRSCHBERG                                                   | Northfields, Byron Lane St Helier                | Peter Denis Hassall |
|              | HIER LEBTE HAROLD LE DRUILLENEC GEBOREN 1911 DEPORTIERT 30.4.1944 FRANKREICH WEGEN WIDERSTANDS INTERNIERT RENNES DEPORTIERT NEUENGAMME, WILHELMSHAVEN BEFREIT BERGEN-BELSEN                     | Westdene, Langley Avenue St Saviour              | Harold Le Druillenec |
|              | HIER LEBTE ESTHER PAULINE LLOYD GEBOREN 1906 DEPORTIERT 1943 FRANKREICH INTERNIERT ROYALLIEU-COMPIEGNE ENTLASSEN 1944 BIBERACH                                                                  | Wye Dean, Georgetown Park Estate St Saviour      | Esther Lloyd |
|              | HIER LEBTE SUZANNE MALHERBE 'MARCEL MOORE' GEBOREN 1892 VERHAFTET 1944 WEGEN WIDERSTANDS INTERNIERT JERSEY BEFREIT                                                                              | The Anchorage St Brelade’s Bay                   | Suzanne Malherbe |
|              | HIER LEBTE EMMA CONSTANCE MARSHALL GEBOREN 1894 VERHAFTET 1943 INTERNIERT AUF JERSEY DEPORTIERT 7.12.1943 FRANKREICH 13 GEFÄNGNISSE UND ARBEITSLAGER BEFREIT SCHÖNEBECK                         | Tiverton, 13, Chevalier Road St Helier           | Emma Constance Marshall |
|              | HIER LEBTE JOSEPH ARTHUR MIÈRE GEBOREN 1926 VERHAFTET 1944 WEGEN WIDERSTANDS INTERNIERT IN JERSEY BEFREIT                                                                                       | 25, Midvale Road St Helier                       | Joseph Arthur Mière |
|              | HIER LEBTE GORDON AUGUSTIN PRIGENT GEBOREN 1924 ZWANGSARBEIT 1943 'ORGANISATION TODT' ALDERNEY INTERNIERT LAGER NORDERNEY ENTLASSEN 1944                                                        | 3, Hope Street St Saviour                        | Gordon Augustin Prigent |
|              | HIER LEBTE ERICA RICHARDSON GEB. OLJENICK 1883 ÜBERLEBTE VERSTECKT | 8, Overseas, Dicq Road St Saviour                | Erica Richardson |
|              | HIER LEBTE JEAN MARIE ROSSI GEBOREN 1898 DEPORTIERT 25.2.1943 FRANKREICH INTERNIERT RENNES DEPORTIERT GROSS-ROSEN, BLECHHAMMER HERSBRUCK BEFREIT SCHWANDORF                                     | Ypriana, 3, Chestnut Avenue, Maufant St Saviour  | Jean Marie Rossi |
|              | HIER LEBTE LUCIE RENEE SCHWOB 'CLAUDE CAHUN' GEBOREN 1894 VERHAFTET 1944 WEGEN WIDERSTANDS INTERNIERT JERSEY BEFREIT                                                                            | The Anchorage St Brelade’s Bay                   | Lucy Schwob |
|              | HIER LEBTE RUBY ELLEN STILL GEBOREN 1887 DEPORTIERT 1943 FRANKREICH INTERNIERT ROYALLIEU-COMPIEGNE BEFREIT BIBERACH                                                                             | Kenton, Victoria Road St Clement                 | Ruby Still |

## Verlegungen
- 25. Juli 2024: Guernsey, Jersey
- 26. Juli 2024: Jersey